# Hybomitra typhus
Hybomitra typhus är en tvåvingeart som först beskrevs av Whitney 1904.  Hybomitra typhus ingår i släktet Hybomitra och familjen bromsar. Inga underarter finns listade i Catalogue of Life.